# United States Generally Accepted Accounting Principles
Die United States Generally Accepted Accounting Principles (US-GAAP [gæp]; deutsch: Allgemein anerkannte Rechnungslegungsgrundsätze der Vereinigten Staaten) sind US-amerikanische Rechnungslegungsvorschriften und allgemein anerkannte Verfahrensweisen der Rechnungslegung. Für Unternehmen und privatrechtliche Organisationen sind die vom Financial Accounting Standards Board (FASB) als US-GAAP anerkannten Rechnungslegungsvorschriften von größter Bedeutung, da sie von der Securities and Exchange Commission (SEC), der US-amerikanischen Aufsichtsbehörde für das Wertpapier- und Börsenwesen und dem American Institute of Certified Public Accountants (AICPA) anerkannt wurden. Die SEC kann aufgrund ihrer Befugnisse die Rechnungslegungsregeln für die am US-amerikanischen Kapitalmarkt tätigen Unternehmen und Organisationen vorschreiben.
Die US-GAAP des FASB sind im Wesentlichen zur besseren Information aktueller und potentieller Kapitalgeber entwickelt worden und sind von dieser Zielsetzung geprägt. Sie bestanden ursprünglich aus einer Reihe von Einzelfallregelungen, die verschiedene Gremien herausgegeben haben. Im Jahre 2009 hat das FASB die von ihm für relevant gehaltenen Einzelfallregelungen ausgewählt, systematisiert und in der Accounting Standards Codification (FASB ASC) zusammengefasst. Diese ist jetzt, neben den Verlautbarungen der SEC, die alleinige Quelle der vom FASB autorisierten US-GAAP.
Die US-GAAP des FASB sind, neben den International Financial Reporting Standards (IFRS), ein international anerkannter Rechnungslegungsstandard.
Das Governmental Accounting Standards Board (GASB), ein privatrechtlich organisiertes Rechnungslegungsgremium, entwickelt US-GAAP für die Rechnungslegung der Bundesstaaten sowie der Städte und Gemeinden der USA. Die nachfolgende Darstellung bezieht sich auf die US-GAAP für Unternehmen und privatrechtliche Organisationen.

## Eigenschaften und Ziele
Die US-GAAP des FASB sind aus Regelungen von Einzelfällen entstanden. Diese Regelungen wurden in der Accounting Standards Codification systematisiert und zusammengefasst. Im Vergleich zu den IFRS sind die US-GAAP weniger prinzipienbasiert und regeln Sachverhalte sehr detailliert.
Das Hauptziel des Jahresabschlusses nach US-GAAP liegt in der Information externer Investoren, d. h. Kapitalgeber für Eigen- und Fremdkapital. Durch das übergeordnete Prinzip der „fair presentation“ soll die wirtschaftliche Lage und das Erfolgspotential des Unternehmens möglichst gut dargestellt werden. Im Gegensatz zum nach deutschem Recht aufgestellten Jahresabschluss besitzt der Jahresabschluss nach US-GAAP keine Ausschüttungsbemessungsfunktion (Ermittlung von Steuerlast und Ausschüttungen auf Anteile). Dies liegt zum einen daran, dass in den USA eine strikte Trennung zwischen handelsrechtlichem und steuerrechtlichem Jahresabschluss vollzogen wird. Als Konsequenz besitzt der Jahresabschluss keine Bedeutung für die Berechnung des Steuervolumens. Des Weiteren dient der Jahresabschluss nach US-GAAP nicht der Ermittlung der Dividende für Unternehmenseigner, da die Höhe der Ausschüttung allein durch das Board of Directors entschieden wird.
Das Vorsichtsprinzip hat in der Rechnungslegung nach US-GAAP nicht den Stellenwert, den es in der Rechnungslegung nach den deutschen handelsrechtlichen Vorschriften hat.

## Aufbau des Jahresabschlusses
Der Jahresabschluss nach US-GAAP besteht aus fünf Teilen:
- „statement of financial position“ (Bilanz)
- „statement of earnings“ (Gewinn- und Verlustrechnung)
- „statement of cash flow“ (Kapitalflussrechnung)
- „statement of investments and distribution to owners“ (Eigenkapitalveränderungsrechnung)
- „notes“ (Anhang und ausführlicher Lagebericht)

## Privatrechtliche Rechnungslegungsgremien als Herausgeber der US-GAAP
Als Antwort auf den Börsencrash von 1929 in den USA, zu dem auch die damals fehlende Regulierung der Rechnungslegung beitrug, wurden seit 1930 verschiedene privatrechtliche Rechnungslegungsgremien damit beauftragt festzulegen, was allgemein anerkannte Rechnungsregeln, die US-GAAP, sind. Dabei lag der Fokus auf der Rechnungslegung für kapitalmarktorientierte Unternehmen. Die Gremien haben daraufhin Standards und Stellungnahmen zu verschiedenen Themen der Rechnungslegung entwickelt, jedoch kein geschlossenes Regelwerk. Durch die Anerkennung der Rechnungslegungsgremien durch die SEC und das AICPA erhielten deren Standards und Verlautbarungen einen verbindlichen Charakter. Auch wenn mehrere private Rechnungslegungsgremien durch Nachfolgegremien abgelöst wurden, behielten die Standards und Verlautbarungen der Vorgängergremien zunächst ihre Gültigkeit. Daneben gab es zahlreiche Gremien, die autorisierte Interpretationen der GAAP herausgegeben haben.
Seit 1973 erkennen die SEC und das AICPA das Financial Accounting Standards Board (FASB) als Herausgeber von Rechnungslegungsstandards an. Es löst in seiner Funktion damit das Accounting Principles Board und das Committee on Accounting Procedure ab. Das FASB ist ein unabhängiges Gremium, das von einer Stiftung, der Financial Accounting Foundation, getragen und finanziert wird. Seine fünf Mitglieder kommen aus der Wirtschaftsprüfung, der Industrie und von Universitäten. Der Vorsitzende des FASB wird von den Mitgliedern des „Board of Trustees“ der Financial Accounting Foundation gewählt und ist diesen gegenüber verantwortlich.
Eine wichtige Ergänzung für kapitalmarktorientierte Unternehmen stellen die eigenen Verlautbarungen der SEC zu Rechnungslegungsthemen dar, die Vorrang vor den US-GAAP des FASB haben.

## Accounting Standard Codification

### Aufbau und Inhalt der Accounting Standard Codification
Die Accounting Standard Codification (FASB ASC) ist eine systematische Zusammenstellung von Rechnungslegungsvorschriften und Verfahrensweisen, die die vom FASB autorisierten US-GAAP sind. Bei ihrer Einführung zum 1. Juli 2009 hat das FASB keine materiell neuen Vorschriften geschaffen, sondern den Regelungsinhalt aus den zu diesem Zeitpunkt für gültig erachteten bisherigen Rechnungslegungsstandards, Interpretationen und Stellungnahmen übernommen. Seit ihrer Einführung wird die Codification vom FASB nach einem geregelten Verfahren regelmäßig aktualisiert.
Die FASB ASC ist in sich hierarchisch und themenorientiert gegliedert. Die Codification ist in die vier Bereiche Topics (deutsch: Themenbereich), Subtopics, Sections und Subsections unterteilt und enthält etwa neunzig Themenbereiche. Die Ebene der Themenbereiche gliedert sich in fünf globale Bereiche:
1. Grundlegende Prinzipien: Dieser Bereich enthält Themenbereiche zu übergeordneten Prinzipien
2. Ausweis: Dieser Bereich enthält nur Themenbereiche, die sich mit dem Ausweis bestimmter Sachverhalte in der Bilanz, der Gewinn- und Verlustrechnung usw. befassen.
3. Jahresabschlusspositionen: Dieser Bereich enthält Themenbereiche zum Ansatz und zur Bewertung von Vermögensgegenständen, Verbindlichkeiten, Eigenkapital, Aufwand und Ertrag.
4. Positionsübergreifende Geschäftsvorfälle: Dieser Bereich enthält Themenbereiche, die sich mit Klassen von Geschäftsvorfällen, die keiner spezifischen Branche zugeordnet werden können, befassen.
5. Branchenspezifische Themenbereiche: Sachverhalte, die nur bestimmte Branchen betreffen.

Das FASB behandelt Sachverhalte, die nur einzelne Branchen betreffen, vorrangig in branchenspezifischen Themenbereichen. Alle Sachverhalte, die keiner spezifischen Branche zuzuordnen sind, jedoch typische Klassen von Geschäftsvorfällen betreffen, werden in Themenbereichen mit positionsübergreifenden Geschäftsvorfällen zusammengefasst. Die übrigen Sachverhalte werden den ersten drei globalen Bereichen zugeordnet.
Die Accounting Standards Codification ist über eine Internetplattform, die vom FASB betrieben wird, zugänglich.

### Einführung der Accounting Standard Codification
Aufgrund der Tatsache, dass neben dem FASB viele Gremien anerkannte Rechnungslegungsstandards, Interpretationen und Stellungnahmen herausgegeben haben, war es notwendig diese zu ordnen und bei widersprechenden Aussagen Prioritäten festzulegen. Dazu wurde das Konzept des House of GAAP entwickelt. Trotz des House of GAAP sah das FASB die Vielzahl der Standards, Interpretationen und Verlautbarungen, die unsystematisch nebeneinander standen, als Beeinträchtigung für die US-amerikanische Rechnungslegung. Deshalb hat es die Accounting Standards Codification (ASC) als alleinige Quelle der von ihm autorisierten US-GAAP entwickelt und zum 1. Juli 2009 eingeführt. Die bisherigen Standards, Interpretationen und Verlautbarungen verlieren damit für die Abschlüsse der Geschäftsjahre, die nach dem 15. September 2009 enden, im Wesentlichen ihre Gültigkeit. Zur Entwicklung der Accounting Standards Codification hat das FASB bisherige Standards, Interpretationen und Verlautbarungen ausgewählt, systematisiert und zusammengefasst. Durch ihre Einführung haben sich die US-GAAP deshalb inhaltlich nicht verändert.

### Weiterentwicklung der Accounting Standard Codification
Das FASB verändert die Accounting Standard Codification durch so genannte „Updates“. Diese beschreiben, welche Teile der ASC sich verändern, wie sie sich verändern und warum sie sich verändern. Ferner enthalten sie Informationen, ab wann die Änderungen gültig werden. Die „Updates“ sind für sich gesehen jedoch keine US-GAAP.
Basierend auf seinem Arbeitsplan entwickelt das FASB Entwürfe von „Updates“, so genannte „Exposure Drafts“. Diese stellt es öffentlich zur Diskussion. Innerhalb einer individuell je „Exposure Draft“ festgelegten Frist kann sich jeder zu den Entwürfen äußern, unter anderem über die Webseite des FASB. Das FASB publiziert alle Kommentare zu den Entwürfen und wertet die Kommentare aus. Danach beschließt es, welche Änderungen das endgültige „Update“ gegenüber dem „Exposure Draft“ haben soll, verabschiedet und publiziert das „Update“.

## Verhältnis zu den International Financial Reporting Standards
Die US-GAAP und die IFRS sind die zwei international führenden Rechnungslegungssysteme. Seitdem im Jahr 2001 die Gremien, die die IFRS herausgeben, neu geordnet wurden, hat die Bedeutung der IFRS zulasten der US-GAAP stetig zugenommen. Dazu trugen insbesondere die Verpflichtung europäischer kapitalmarktorientierter Unternehmen zur Anwendung der IFRS in Konzernabschlüssen ab dem Jahr 2005 und die vollständige Anerkennung von IFRS-Abschlüssen ausländischer Emittenten durch die SEC ab dem Jahr 2007 bei.
Seit dem Abschluss des Norwalk Agreement im Jahr 2002 arbeiten das FASB und das International Accounting Standards Board (IASB), das die IFRS herausgibt, zusammen und streben die Vereinheitlichung der US-GAAP und IFRS an. Dies wird insbesondere von der Gruppe der zwanzig wichtigsten Industrie- und Schwellenländer (G 20) befürwortet. Die Vereinheitlichung ist bisher durch die Anpassung der jeweiligen Standards beider Regelwerke erfolgt. Neben großen Bereichen der Übereinstimmung gibt es jedoch noch zahlreiche Unterschiede. Im Jahr 2008 hat die SEC einen Plan (Roadmap) vorgeschlagen, der nach Erfüllung einiger Meilensteine vorsieht, ab 2014 US-Emittenten zu verpflichten, nach den IFRS aufgestellte Abschlüsse bei der SEC einzureichen. Bislang hat die SEC sich jedoch nicht festgelegt, ob, ab wann und inwieweit US-Emittenten zur Einreichung von IFRS-Abschlüssen tatsächlich verpflichtet werden sollen.